# Agrij
Agrij (en hongrois : Felsőegregy) est une commune roumaine du județ de Sălaj, dans la région historique de Transylvanie et dans la région de développement du Nord-ouest.

## Géographie
La commune d'Agrij est située dans le centre du județ, sur le cours supérieur de la rivière Agrij, dans les monts Meseș, à 21 km au sud-est de Zalău, le chef-lieu du județ.
La municipalité est composée des deux villages suivants (population en 2002) :
- Agrij (1 042), siège de la commune ;
- Răstolțu Deșert (353).

## Histoire
La première mention écrite de la commune date de 1459.
La commune, qui appartenait au royaume de Hongrie, faisait partie de la principauté de Transylvanie et elle en a donc suivi l'histoire.
Après le compromis de 1867 entre Autrichiens et Hongrois de l'empire d'Autriche, la principauté de Transylvanie disparaît et, en 1876, le royaume de Hongrie est partagé en comitats. Agrij intègre le comitat de Szilágy (Szilágymegye).
À la fin de la Première Guerre mondiale, l'Empire austro-hongrois disparaît et la commune rejoint la Grande Roumanie.
En 1940, à la suite du deuxième arbitrage de Vienne, elle est annexée par la Hongrie jusqu'en 1944. Elle réintègre la Roumanie après la Seconde Guerre mondiale.

## Démographie
En 1910, à l'époque austro-hongroise, la commune comptait 1 438 Roumains (92,42 %), 65 Hongrois (4,18 %) et 45 Roms (2,89 %).
En 1930, on dénombrait 1 594 Roumains (94,32 %), 20 Hongrois (1,18 %), 36 Juifs (2,13 %) et 39 Roms (2,31 %).
En 2002, la commune comptait 1 109 Roumains (79,49 %) et 285 Roms (20,43 %).

### Religions
En 2002, la composition religieuse de la commune était la suivante :
- Chrétiens orthodoxes, 92,11 % ;
- Bpatistes, 5,44 % ;
- Pentecôtistes, 1,79 %.

## Économie
L'économie de la commune repose sur l'agriculture et l'élevage.

## Communications

### Routes
Agrij est située sur la route régionale DJ108A qui se dirige vers Bumaini au sud et Românași au nord.